# Felix von Bendemann

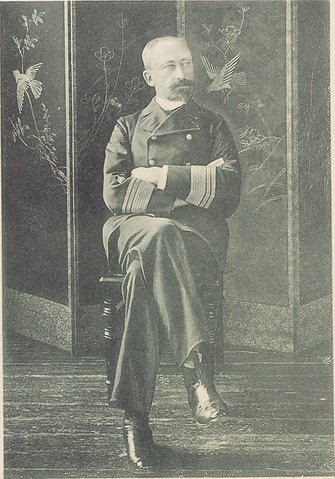
Bendemann in China (um 1901)

Felix Eduard Robert Emil Bendemann, seit 1905 von Bendemann (* 8. August 1848 in Dresden; † 31. Oktober 1915 in Berlin), war ein deutscher Admiral der Kaiserlichen Marine.

## Leben

### Herkunft
Felix war ein Sohn des Malers Eduard Bendemann und dessen Ehefrau Lida, Tochter des Bildhauers Johann Gottfried Schadow. Der Maler Rudolf Bendemann war sein jüngster Bruder. Alle vier Brüder Bendemann dienten im Deutsch-Französischen Krieg, der für die weitere Marinelaufbahn Bendemanns prägend war.

### Militärkarriere

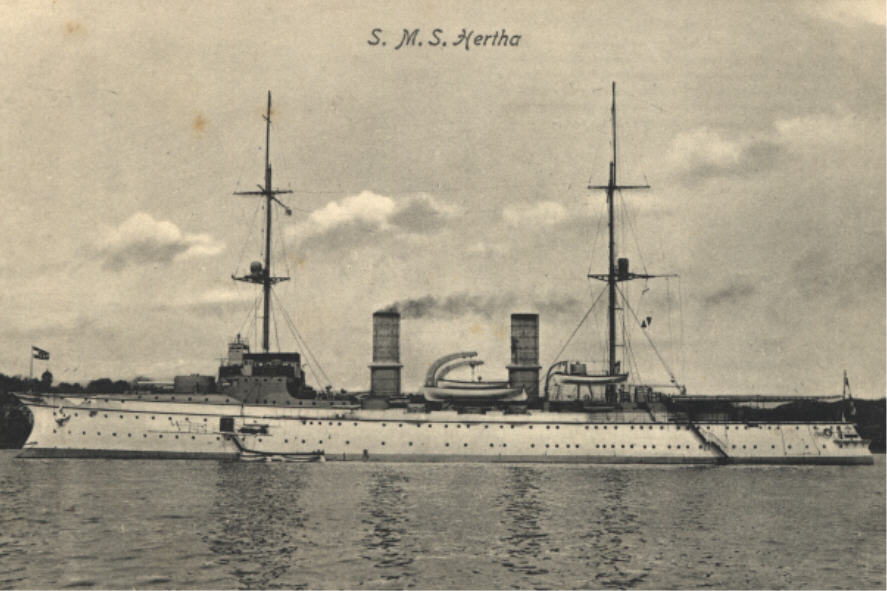
Flaggschiff des Ostasiengeschwaders SMS Hertha

Admiral Felix von Bendemann (rechts), Generalkonsul Wilhelm Knappe und der Gesandte Alfons Mumm von Schwarzenstein (links) nach dessen Eintreffen in China vor dem Kaiserlichen Generalkonsulat Shanghai

Bei Eintreffen der Nachricht vom Beginn des Deutsch-Französischen Krieges war Bendemann als Unterleutnant zur See auf dem Kanonenboot Meteor unter Kommandant Eduard von Knorr vor der Küste Floridas. Dieser lieferte sich mit der Meteor am 9. November 1870 vor der Küste Kubas ein Seegefecht mit dem französischen Aviso Bouvet, das Bendemann die Ehrung mit dem Eisernen Kreuz II. Klasse einbrachte.
Bendemann besuchte von 1872 die Marineakademie gehörte 1872/73 und 1873/74 zu den ersten Absolventen der neu gegründeten Marineakademie in Kiel. Zum Kapitänleutnant befördert nahm er anschließend als III. Offizier der Korvette Gazelle unter dem Kommando von Kapitän zur See Georg von Schleinitz von 1874 bis 1876 an deren Forschungsfahrt und Weltumseglung teil. 1876/77 war Bendemann Kommandant des Kanonenboots Sperber. Als Korvettenkapitän war er 1884 als Kommandant der Olga mit dem Westafrikanischen Geschwader (erneut) unter Admiral Eduard von Knorr im Einsatz vor der Küste von Kamerun. Aufgrund des Einsatzes dieses Geschwaders wurde Kamerun von England und Frankreich als deutsche Kolonie anerkannt.
1894 überstand er als Kapitän zur See und Kommandant der Brandenburg auf einer Probefahrt ein Platzen der Hauptdampfleitung wegen eines Konstruktionsfehlers, was über 40 Mitgliedern der Besatzung das Leben kostete. Ab 1899 war er als Vizeadmiral nur kurzzeitig, vom 14. März bis zum 13. Dezember 1899, Chef des Admiralstabs der Kaiserlichen Marine. Sein Nachfolger wurde der vom Ostasiengeschwader zurückkehrende Vizeadmiral Otto von Dieterichs (1843–1919). Von Februar 1900 bis Februar 1902 befehligte Bendemann dann das Ostasiengeschwader von Bord seiner Flaggschiffe, der Großen Kreuzer Hertha und Fürst Bismarck. Der Einsatz im Boxeraufstand sah ihn beteiligt bei der Einnahme der Taku-Forts mit den Großen Kreuzern Hansa und Hertha sowie den Kleinen Kreuzern Gefion und Irene.
Ab 1903 war Bendemann Chef der Marinestation der Nordsee in Wilhelmshaven. In dieser Stellung wurde er am 14. November 1903 zum Admiral befördert und am 27. Januar 1905 durch Kaiser Wilhelm II. in den erblichen preußischen Adelsstand erhoben. Am 18. Mai 1907 wurde er in Genehmigung seines Abschiedsgesuches mit der gesetzlichen Pension zur Disposition und zugleich à la suite des Seeoffizierkorps gestellt.
Nach seiner Verabschiedung betätigte sich Bendemann ab 1909 als Mitglied der Gesetzlosen Gesellschaft zu Berlin. Er starb 1915 im Alter von 67 Jahren in Berlin und wurde auf dem Alten St.-Matthäus-Kirchhof in Schöneberg beigesetzt. Das Grab ist nicht erhalten geblieben.

### Familie
Bendemann verheiratete sich am 17. April 1873 in Berlin mit Helene Sturz (1847–1915), Tochter des brasilianischen Generalkonsuls in Berlin, Johann Jakob Sturz (1800–1877). Aus der Ehe gingen folgende Kinder hervor:
- Walter (* 1874), preußischer Hauptmann
- Eduard (1877–1959), Maler, Kunsthistoriker ⚭ 1906 (geschieden 1928) Margarete Susman (1872–1966), deutsche Journalistin, Essayistin und Poetin
- Irma (* 1881) ⚭ Paul Wolfram, deutscher Fregattenkapitän
- Lida (* 1883) ⚭ Hugo Luschinger, Kaufmann
- Felix (* 1885), deutscher Oberleutnant zur See
- Ruth (* 1889) ⚭ Gerhard Sachau, Oberleutnant der Reserve

## Ehrungen
Sein Freund, der Reichskommissar Wilhelm Knappe, benannte „Mount Bendemann“ auf der Insel Dyaul und „Bendemann Harbour“ in der heutigen Provinz New Ireland („Neu-Mecklenburg“) von Papua-Neuguinea nach ihm.